# Les Vallois
Les Vallois település Franciaországban, Vosges megyében. Lakosainak száma 124 fő (2022. január 1.). Les Vallois Frénois, Jésonville, Lerrain, Pont-lès-Bonfays, Sans-Vallois és Valfroicourt községekkel határos.

## Népesség
A település népességének változása:
| Lakosok száma | 123  | 122  | 124  | 118  | 120  | 119  | 117  | 121  | 124  |
|               | 2013 | 2015 | 2016 | 2017 | 2018 | 2019 | 2020 | 2021 | 2022 |